# Тарасівська сільська рада (Пологівський район)
| Тарасівська сільська рада — колишній орган місцевого самоврядування у Пологівському районі Запорізької області з адміністративним центром у с. Тарасівка. Водоймища на території, підпорядкованій даній раді: р. Мала Токмачка. Сільській раді підпорядковані населені пункти: - с. Тарасівка - с. Андріївське - с. Романівське - с. Шевченкове |

## Склад ради
Рада складається з 20 депутатів та голови.

### Керівний склад ради
| ПІБ                    | Основні відомості                                                         | Дата обрання | Дата звільнення |
| ---------------------- | ------------------------------------------------------------------------- | ------------ | --------------- |
| Ходус Наталія Петрівна | Сільський голова, 1960 року народження, освіта, член Партії регіонів      | 26.03.2006   | 31.10.2010      |
| Ходус Наталія Петрівна | Сільський голова, 1960 року народження, освіта вища, член Партії регіонів | 31.10.2010   |                 |

Примітка: таблиця складена за даними джерела